# Kouros Kroisos
O Kouros Kroisos ou Kouros de Anavissos é uma estátua de um kouros (jovem) produzida na Grécia Antiga em torno de 530 a.C. Tem 1,94 metros de altura e foi realizada em mármore de Paros.
Seu autor é desconhecido e não há registro seguro de quando e por quem foi encontrada. Sua existência só foi notada quando foi descoberta em Paris em 1937 em posse do negociante de arte M. Roussos, quando foi resgatada pela polícia grega e levada para o Museu Arqueológico Nacional de Atenas, onde hoje se encontra. Foi aberta uma investigação e foram colhidos relatos de que havia sido alguns anos antes desenterrada ilegalmente de um tumulus em Anavissos, na Ática, sendo serrada em várias partes e remetida a Paris para venda. Não foram encontradas partes do braço esquerdo, da perna e pé esquerdos e do pé direito, que foram reintegradas. Pequenos danos espalhados pela superfície, como arranhões e alguns fragmentos ausentes, não foram restaurados.
Sua identificação é igualmente controversa. Seu apelido deriva de uma base que se supõe ser sua, que traz a inscrição ΣΤΗΘΙ ΚΑΙ ΟΙΚΤΙΡΟΝ: ΚΡΟΙΣΟ ΠΑΡΑ ΣΗΜΑ ΘΑΝΟΝΤΟΣ: ΟΝ ΠΟΤ’ ΕΝΙ ΠΡΟΜΑΧΟΙΣ: ΩΛΕΣΕ ΘΟΥΡΟΣ: ΑΡΗΣ (Detém-te e lamenta junto a este monumento para o defunto Kroisos, que ao guerrear na vanguarda foi morto pelo violento Ares). A base é apresentada no museu junto com a estátua, mas a associação entre ambas as peças, se bem que provável, não é inteiramente garantida. Esta base foi descoberta mais tarde, em 1938, incompleta, e foi entregue ao museu apenas em 1954. A sua origem permaneceu desconhecida até que em 1974 o dono das terras onde foi descoberta mostrou a arqueólogos que escavavam o tumulus de Anavissos um fragmento que se juntava com perfeição ao restante. Porém, não há nenhuma ligação evidente entre a base a estátua, e de acordo com o relato de camponeses residentes no local, a base e a estátua saíram de locais diferentes. De qualquer forma, a associação acabou se consagrando.
Concorde com a tipologia tradicional do kouros, este exemplar está nu, em atitude de caminhar, com a perna esquerda avançando e a outra em recuo. Traz os braços estendidos junto ao corpo, com as mãos fechadas em punho. Sua expressão é impessoal, embora a face ostente um leve sorriso, conhecido como o sorriso arcaico, típico do período em que foi criado. Os cabelos são longos e caem por trás da cabeça, enquanto na testa são aparados e organizados em anéis, num ritmo regular. O topo da cabeça é guarnecido com uma espécie de capuz raso, que permite as ondas da cabeleira serem percebidas por baixo. Ainda conserva resíduos visíveis da sua policromia original, especialmente nos olhos e cabelos.
É incerto se esta obra se trata de um retrato (idealizado) do guerreiro Kroisos ou se é uma simples alegoria fúnebre, como parece mais provável. Geralmente se pensa que o tipo do kouros, invariável em sua forma geral, foi um modelo para a representação dos ideais da aristocracia. Sua presença afirmativa, sua expressão distante e atemporal, e a beleza de suas formas, deviam refletir as virtudes (aretê) que eram esperadas do perfeito cidadão, homem e guerreiro, tendo associações morais, cívicas e espirituais. Podiam ser instalados em tumbas, monumentos cívicos ou, mais raramente, em templos, como estátuas de culto, geralmente de Apolo, mas foram comuns como ofertas votivas.
O Kouros Kroisos tem dado origem a uma boa quantidade de estudos críticos, considerado um dos mais majestosos kouroi a sobreviver, e um perfeito representante do estilo dominante no Período Arcaico, quando se realizavam os primeiros ensaios definidos no naturalismo e na representação anatomicamente correta, embora ainda carregados de um forte formalismo e estilização. O Kroisos é notável, em relação ao padrão geral do Período Arcaico, pela sua anatomia bem observada e sua musculatura incomumente pronunciada, indicando uma etapa avançada no estudo do naturalismo, que depois daria origem aos estilos Severo e Clássico. O Kroisos também tem servido como um importante parâmetro comparativo na longa e até agora inconclusiva polêmica que cerca a autenticidade do Kouros Getty.